# Gaita de fole
A  gaita de foles (também chamada gaita galega, cornamusa, gaita e dialetalmente gaita de fole) é um instrumento da família dos aerofones, composto de pelo menos um tubo melódico (chamado ponteiro ou cantadeira, pelo qual se digita a música) e dum insuflador mediado por uma válvula (chamado soprete ou assoprete), ambos ligados a um reservatório de ar (chamado fole ou bolsa); na maioria dos casos, há pelo menos mais um tubo melódico, pelo qual se emite uma nota pedal constante em harmonia com o tubo melódico (chamado bordão ou roncão). É um instrumento modal, na maioria das vezes jônio (modo de dó).
A cantadeira possui a peculiar configuração de ser construída baseada numa nota (chamada tonal, geralmente soada com todos os furos fechados), e afinada noutra (chamada sensível, geralmente a primeira nota aberta), a qual rege a afinação da nota pedal soada pelo bordão (geralmente uma oitava abaixo da nota sensível da cantadeira). As possíveis afinações variam de gaita para gaita, geralmente em dó, ré, sol, lá, si ou si bemol.
Outra peculiaridade das gaitas de fole é integrarem o restrito grupo de instrumentos de ar que tocam contínua e mecanicamente, sem necessidade de pausa para o músico respirar.

## Subdivisões morfológicas
| Podemos dividir as gaitas de foles em três categorias relativas à morfologia do ponteiro, a peça onde o gaiteiro toca com os dedos: 1º as que possuem ponteiros cónicos e que regra geral funcionam com palheta dupla; 2.º as de ponteiros cilíndricos que costumam possuir palheta simples; 3.º e as de ponteiros cilíndricos duplos com palheta dupla e sem qualquer bordão a emitir nota pedal. Esta classificação refere-se unicamente ao modo como os ponteiros são torneados no seu interior e não ao seu aspecto externo já que pode acontecer que ponteiros com conicidade interna sejam cilíndricos no seu exterior e vice-versa. As palhetas, quer sejam de lâmina dupla ou simples, são geralmente feitas com cana-do-reino (Arundo donax). Já as palhetas de lâmina simples, são chamadas de palhão. |

### Gaitas de foles com ponteiro cônico
A conicidade do ponteiro atribui a estas gaitas de foles uma potência sonora relevante, devido à sua palheta dupla (cuja resistência das lâminas as tornam mais potentes do que as de palheta simples). A digitação do ponteiro costuma ser tocada em modo aberto ou semifechado. Nos seus bordões usam-se os palhões. São gaitas típicas da Espanha e de Portugal, com subdivisões no que se refere à classificação de outros pormenores (grupo ibérico, franco, bretão etc.). A maioria dos modelos é insuflado através do assoprete. Alguns exemplos de gaitas desse tipo:
|  | Gaita das Highlands (gaita escocesa, great Highland bagpipes ou pìobh-mhòr) – Terras Altas/Escócia † Þ |  | Gaita das Bordas (Lowland pipes ou Northumbrian half-longs) – Bordas/Escócia e Nortúmbria/Inglaterra ‡ Þ |
|  | Gaita irlandesa (uilleann pipes ou pìobh-uilleann) – Irlanda ‡ Þ                                       |  | Kaba (Kaba Gaida) – Montanhas Rhodope/Bulgária † Þ                                                       |
|  | Gaita galega – Galiza e Portugal ‡ Þ                                                                   |  | Dudelsack – Renânia/Alemanha e Países Baixos ‡ Þ                                                         |
|  | Gaita asturiana – Astúrias e Cantábria ‡ Þ                                                             |  | Zampogna (Zampogna di Scapoli) – Isérnia/Itália ‡ Ψ Ħ                                                    |
|  | Gaita sanabresa – Zamora ‡ Þ                                                                           |  | Chevrette (Chabrette) – Limusine/França ‡ Þ                                                              |
|  | Gaita Mirandesa (gaita portuguesa, gaita de foles ou gaita mirandesa) – Trás-os-Montes/Portugal ‡ Þ    |  | Cabrette – Auvérnia/França ‡ Ψ                                                                           |
|  | Grande cornamusa – Auvérnia/França ‡ Þ                                                                 |  | Bodega (Cabra) – Languedoque/França                                                                      |
|  | Biniou koz – Bretanha/França ‡ Þ                                                                       |  | Grande zampogna – Campânia/Itália ‡ Ψ Ħ                                                                  |
|  | Parlour pipe – Escócia ‡ Þ                                                                             |  | Sac de gemecs – Catalunha ‡ Þ                                                                            |
|  | Piva emiliana – (Piva emiliana) - Emìlia-Romanha/Italia ‡ Þ                                            |  | Musa do apennin – (Müsa apenninica) - Liguria/Italia ‡ Þ                                                 |

| †: Ponteiro com palheta simples ‡:Ponteiro com palheta dupla | Þ: bordão com palheta simples Ψ: bordão com palheta dupla | Ħ: Ponteiro duplo |

Obs.: as regiões supracitadas indicam os locais aos quais os referidos modelos são tradicionalmente vinculados.

### Gaitas de foles com ponteiro cilíndrico

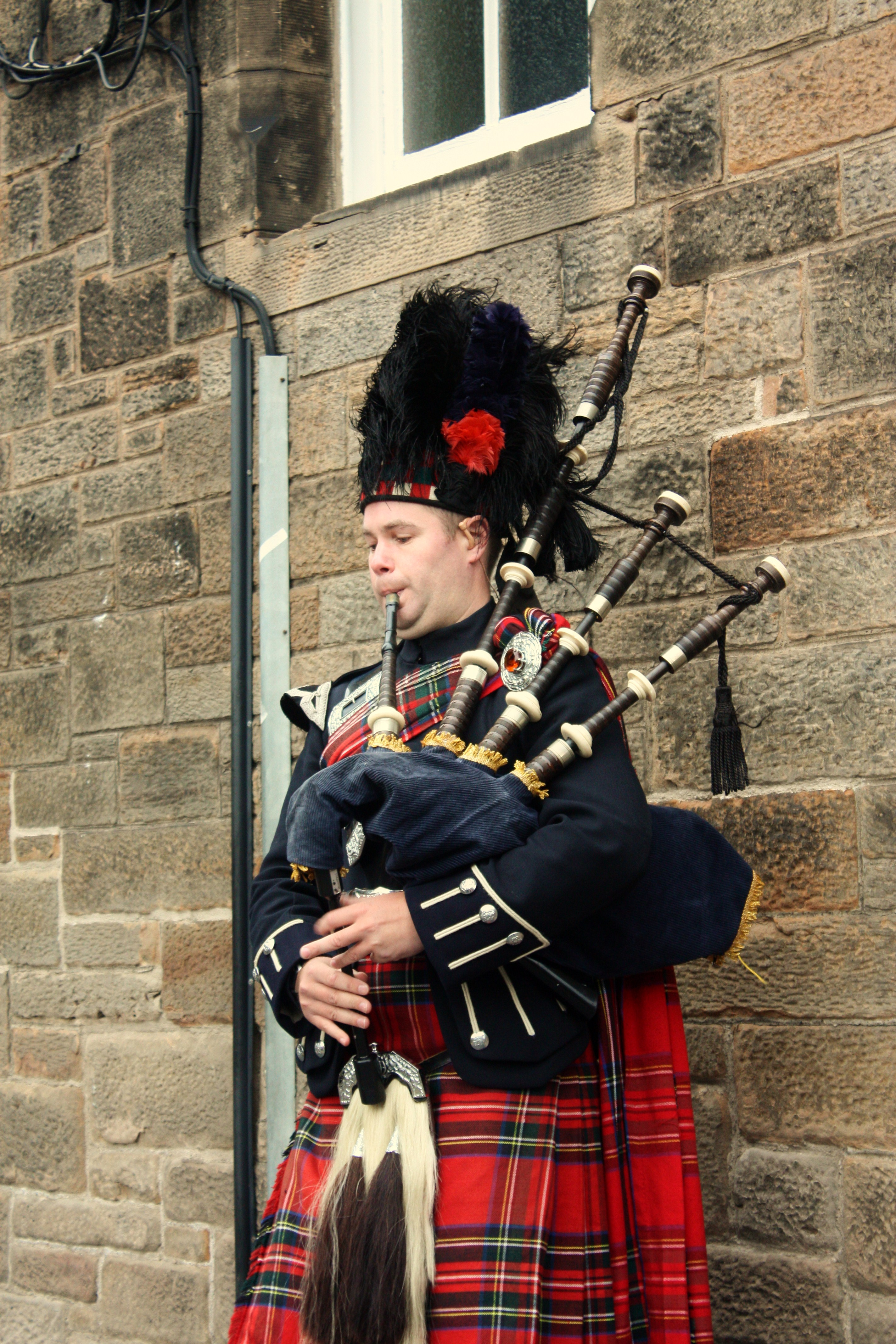
Um escocês tocando sua gaita de foles em Edimburgo.

Muitas gaitas de ponteiro cilíndrico começaram a ser populares a partir do barroco, por serem excelentes instrumentos de câmara. Isso deve-se ao facto de apresentarem um som geralmente mais doce e suave, graças ao seu torneado assim como à palheta simples e ao lúmen cilíndrico do ponteiro. A partir do período barroco proliferaram diferentes modelos do instrumento, em especial na França e Alemanha. Contudo há que frisar que existem modelos com palheta dupla no ponteiro e a sua digitação pode variar entre o aberto, o semifechado e o fechado – dependendo do modelo. Grande parte destas gaitas é insuflada por um fole mecânico (de ar-frio). Muitos modelos cilíndricos possuem ponteiro duplo. Alguns exemplos de gaitas com ponteiro cilíndrico:
|  | Smallpipe escocesa - Escócia                                        |  | Shuttle pipe – Bordas/Escócia                                         |
|  | Smallpipe nortumbriana – Nortúmbria/Inglaterra e Bordas/Escócia ‡ Þ |  | Bohemischer Boch (Ceske Dudy) – Baviera/Alemanha e Boêmia/Chéquia † Þ |
|  | Boha – Aquitânia/França † Þ                                         |  | Slaski (Slaski Gajdy) – Silésia/Polônia † Þ                           |
|  | Mezoued (Zukra) - Tunísia † Ħ                                       |  | Gajdy – Sérvia † Þ Ħ                                                  |
|  | Säckpipa – Dalarna/Suécia † Þ                                       |  | Diple – Dalmácia/Croácia †                                            |
|  | Dhzura (Dhzura Gaida) - Bulgária                                    |  | Surdulina (Zampogna) – Calábria/Itália † Þ Ħ                          |
|  | Duda – Hungria † Þ                                                  |  | Ciaramedda (Zampogna) – Sicília/Itália † Þ Ħ                          |
|  | Dudy – Grande Polônia/Polônia † Þ                                   |  | Tulum – Turquia †                                                     |
|  | Gaida (gaita macedônica) – Macedônia do Norte † Þ                   |  | Surle – Zagórjia/Croácia † Ħ                                          |
|  | Koza – Pequena Polônia/Polônia † Þ                                  |  | Musette de Cour – França ‡ Ψ Ħ                                        |

| †: ponteiro com palheta simples ‡: ponteiro com palheta dupla | Þ: bordão (drone) com palheta simples Ψ: bordão (drone) com palheta dupla | Ħ: ponteiro duplo |

Obs.: as regiões supracitadas indicam os locais aos quais os referidos modelos são tradicionalmente vinculados.

### Ar-quente e ar-frio
| Há ainda uma distinção entre as gaitas de foles: as que são insufladas por meio dum assoprete – chamadas de ar-quente por necessitarem do fôlego do músico –, e as que são insufladas por um fole mecânico conhecido por barquim – chamadas de ar-frio (ou cauld-wind no Scots). Na verdade essa distinção não é, musical e morfologicamente, muito relevante. Isso porque o sistema sonoro das palhetas, ainda que apresentando diferenças perante o nível de umidade de cada sistema, permanece praticamente o mesmo. Tanto é que muitos instrumentos tradicionalmente de ar quente são encontrados munidos de fole mecânico, e vice-versa. A distinção relativa ao torneado do ponteiro e os tipos de palhetas utilizados são muito mais relevantes para as classificações organológicas. A distinção quanto ao torneamento da cantadeira e os tipos de palhetas utilizados são muito mais relevantes aos musicólogos. |

## Etimologia

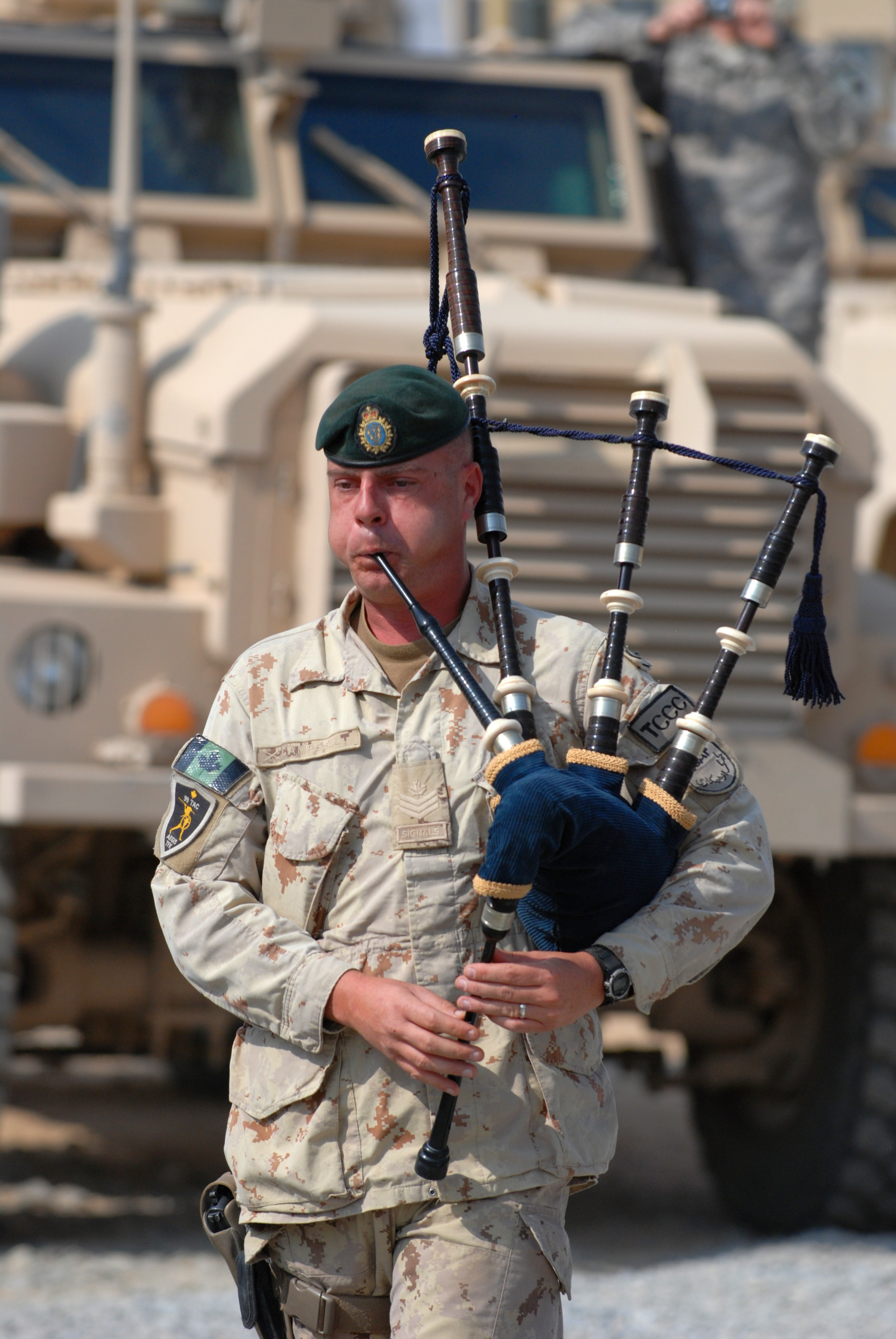
Um militar canadense no Afeganistão com sua gaita de foles.

Não há certeza sobre a origem do termo gaita. De acordo com Joan Corominas, viria do gótico gaits (goat, cabra), mas muitos outros filólogos discordam dessa teoria, inclusive defendendo a hipótese de ser uma palavra de origem árabe, já que em árabe “ألغيْطه” (al-ghaytah) significa “palheta”. Já fole viria do latim follis (bolsa, almofada de vento). Em última análise, podemos “traduzir” o termo «gaita de foles» como bolsa de cabra, referência direta ao fole do instrumento.
Em muitas regiões distintas, o instrumento foi batizado simplesmente com o termo que designa o animal do qual se extrai o couro para sua bolsa: ghaida, gaida, gajdy, cabra etc.
Em português, registram-se oficialmente outros termos que definem gaita, todos galicismos a referir, originalmente, modelos franceses de gaita de foles:
- cornamusa;
- museta (há instrumento português homônimo similar ao oboé);
- musette.

Também, é curioso notar que a palavra gaiteiro no idioma português significa, diretamente, pessoa festeira, o que denuncia a associação do instrumentista aos eventos populares. Termo esse que distingue o instrumentista de gaita de foles daquele que toca harmônica, chamado gaitista.
As palavras folegar e fôlego compartilham da mesma raiz da palavra fole.

### Polêmica sobre a grafia correta
Muito se discute a respeito da correta grafia do termo. Presentemente, é pacifico que a grafia «gaita de foles» é a mais comummente utilizada. Sem embargo, há quem defenda que  o instrumento, tradicionalmente mais arraigado entre as populações rurais, ainda é referido como gaita de fole nas regiões onde ainda é comum, como em Trás-os-Montes.
Uma das prováveis teorias é a de que eruditos da cena urbana tenham acrescentado o S em fole por referência aos instrumentos de ar frio, os quais usam um fole mecânico para insuflar o outro fole, a bolsa (feito as musetas), enquanto outros acreditam que a corruptela faz referência à forma latina do termo: follis.
Ocorre que, em qualquer idioma em que haja registro do termo, não se manteve a terminação IS, principalmente porque nos chegaram hoje versões do romanso, ou do latim tardio:
| - espanhol: fuelle - francês: fou - galego: fole, fol | - italiano: folle - leonês: fuelle - português: fo(l)le | - provençal (> espanhol): fol - romeno: foale - veneziano: fola, folo, friul, fol(e) |

Em especial, em galego registra-se gaita de fol ou gaita de fole, o que é relevante tendo em vista sua proximidade com o português. Ainda assim, de acordo com linguistas modernos, como Eva Arim do ILTEC, a expressão «gaita de foles», presentemente,  é  considerada, pacificamente, como a mais correcta em língua portuguesa, sendo que o vocábulo «gaita de fole» já só persiste na língua como um dialetismo. 
Há quem defenda, inclusive, que literários e músicos do cenário urbano, já em fins do século XIX, passaram a utilizar o termo gaita de foles para designar as musetas, como a gaita irlandesa, as quais possuem dois foles: a bolsa e o fole mecânico.

### Cada secção, um termo

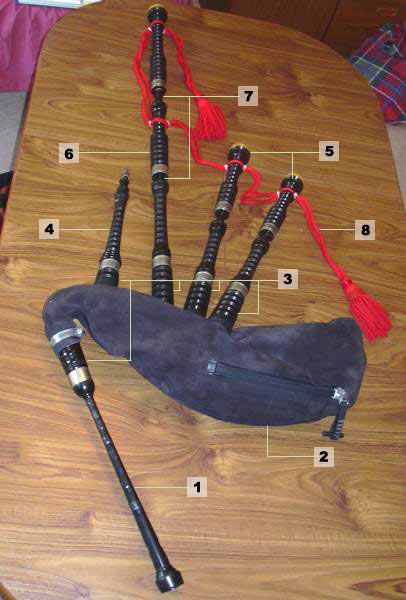
Gaita das Highlands

| nº01    | Ponteiro ou Cantadeira  | Tubo melódico pelo qual se digita a música, cuja extremidade geralmente possui uma campânula. |
| nº05-07 | Bordão, Ronco ou Roncão | Tubo melódico pelo qual se soa a constante nota pedal, geralmente distinguindo-se entre baixo e tenor quando há mais de um. A depender do modelo e costume, o bordão composto apenas de ombreira e copa é também chamado de ronqueta.                                                    |
| nº03    | Ombreira                | Sessão inferior do bordão, ligada ao soquete. |
| nº06    | Entremeia               | Sessão intermediária do bordão. |
| nº05    | Copa                    | Sessão superior do bordão, cuja ponta geralmente possui um sino. |
| nº04    | Soprete ou Assoprador   | Peça pela qual se insufla o fole nos modelos de ar quente, regulado por uma válvula que impede a saída de ar pelo mesmo. |
| nº03    | Buxa ou Soquete         | Peça pela qual ligam-se bordões, assoprador e cantadeira ao fole. |
| nº02    | Fole, Odre ou Bolsa     | Reservatório de ar, por meio do qual se soam as palhetas do instrumento. |
|         | Fole mecânico           | Peça pela qual se insufla o fole nos modelos de ar frio, ligado por um tubo de plástico ou similar, e regulado por uma válvula. |
| nº03    | Palheta e Palhão        | Item que produz o som da gaita, a ser ressoado pelos tubos melódicos; composta de duas lâminas de cana-do-reino ou similar, unidas a um pequeno tubo chamado tudel, presas por um anel metálico ou similar chamado frenilho. Quando composta de uma lâmina simples, é chamada de palhão. |
| nº08    | Franjas e Cordão        | Enfeites compostos por fios a enfeitar a veste do fole e/ou o cordão do bordão, muito comuns nos modelos ibéricos. |
| nº08    | Borlas                  | Pingentes geralmente presos às extremidades do cordão. |
| nº02    | Vestimenta ou Capa      | Tecido que envolve a bolsa, de forma ornamental. |

## História

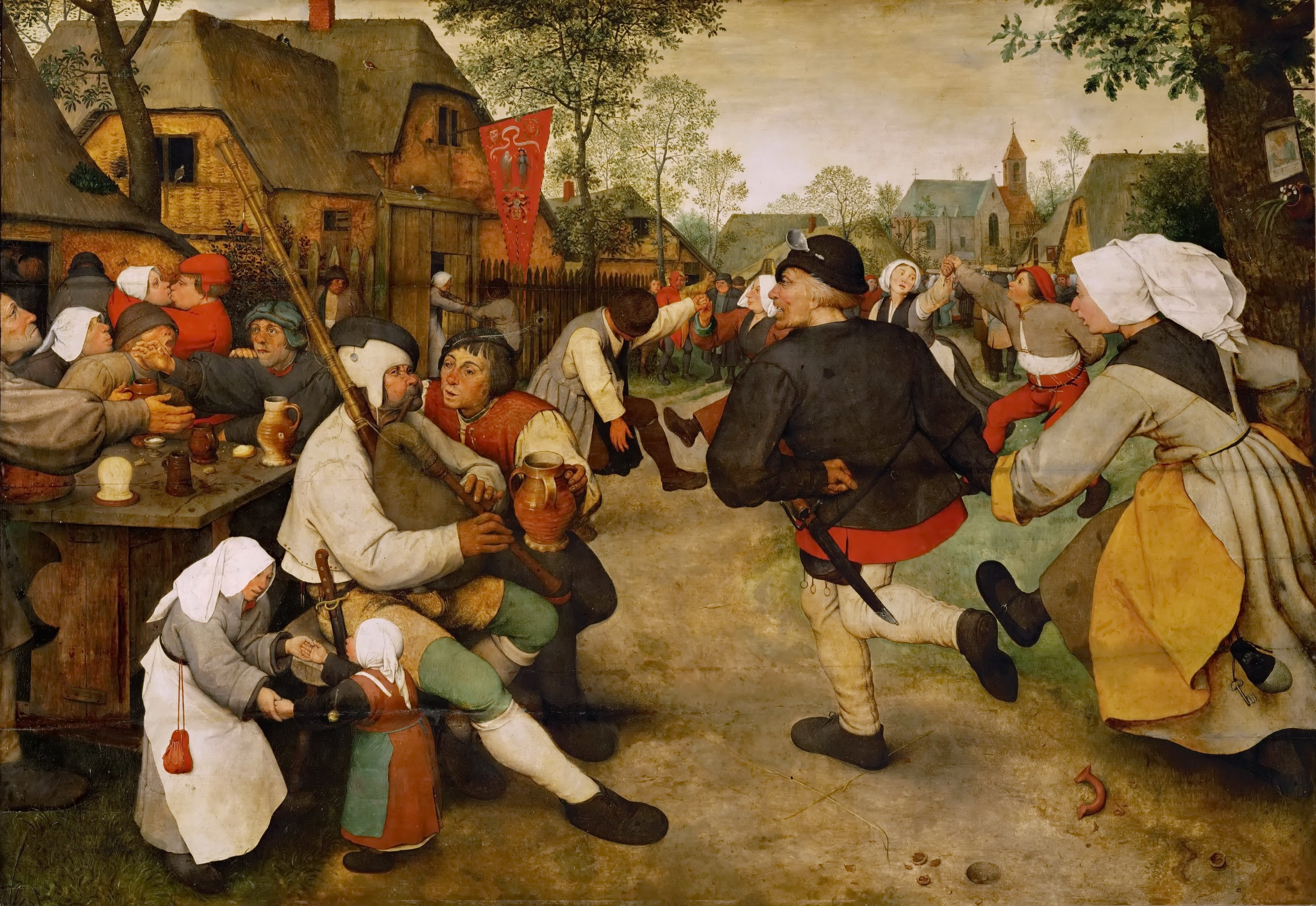
O instrumento inserido no contexto popular na Idade Média.

É extremamente polêmica a discussão sobre as origens do instrumento, pautada por diferentes teorias. Contudo, é aceito por muitos que sua provável gênese tenha se dado entorno do Mediterrâneo ou Oriente Próximo, onde havia farta matéria-prima e onde o instrumento proliferou em variedades. Em especial, questiona-se muito hoje se a civilização egípcia realmente cultivou o instrumento de forma relevante, visto a inexistência de registros – o que contradiz o hábito deles de observar aspectos cotidianos de seu povo.
A partir de então, a polêmica se torna maior ainda quando debate-se sobre sua difusão. Alguns creem que o Império Romano a tenha disseminado pela Europa, visto os registros escritos do historiador romano Gaio Suetônio Tranquilo e do filósofo grego Dião Crisóstomo (ambos do século I a II) sobre um aerofone semelhante a uma gaita de foles, utilizada por soldados durante marchas e momentos de lazer, chamada aulo (ou tíbia). Outros pesquisadores, no entanto, não aceitam essa tese, pois defendem que os povos antigos já comerciavam entre si, havendo um grande intercâmbio de cultura muito antes da ascensão romana.
A verdade é que pouco se sabe sobre esse período seminal. Os primeiros registros sólidos de diferentes modelos do instrumento datam a partir de meados da Idade Média, por meio de esculturas, pinturas, gravuras e textos. Suas propriedades sonoras, de alta potência, sempre agradaram muito as populações mais modestas, pastoris, entre as quais o instrumento gozou de maior admiração.
A partir da Renascença e principalmente a partir do período Barroco é que se desenvolveram modelos de gaita de foles mais “sofisticados”, com fole mecânico e inúmeras chaves e reguladores, capazes de soarem mais de uma oitava numa escala cromática – são as musetas, que apesar do nome, proliferam inicialmente não só na França como na Alemanha também, dois caldeirões de ideias novas para a música e a lutheria. Esses modelos chegaram posteriormente à Inglaterra e finalmente à Irlanda, sendo adaptados à estética local.
Infelizmente, foi justamente nesse período que as gaitas de foles começaram a sofrer seu declínio, especialmente as de ar quente. A estética musical começava a se transformar, novos instrumentos como os metais passam a competir com as gaitas e as possibilidades sonoras de apelam ao gosto das pessoas. As gaitas de foles passam a ser cada vez menos preservadas e, pouco a pouco, retornam às suas origens: populações pastoris, isoladas em pontos ermos, são preservadas em suas tradições.

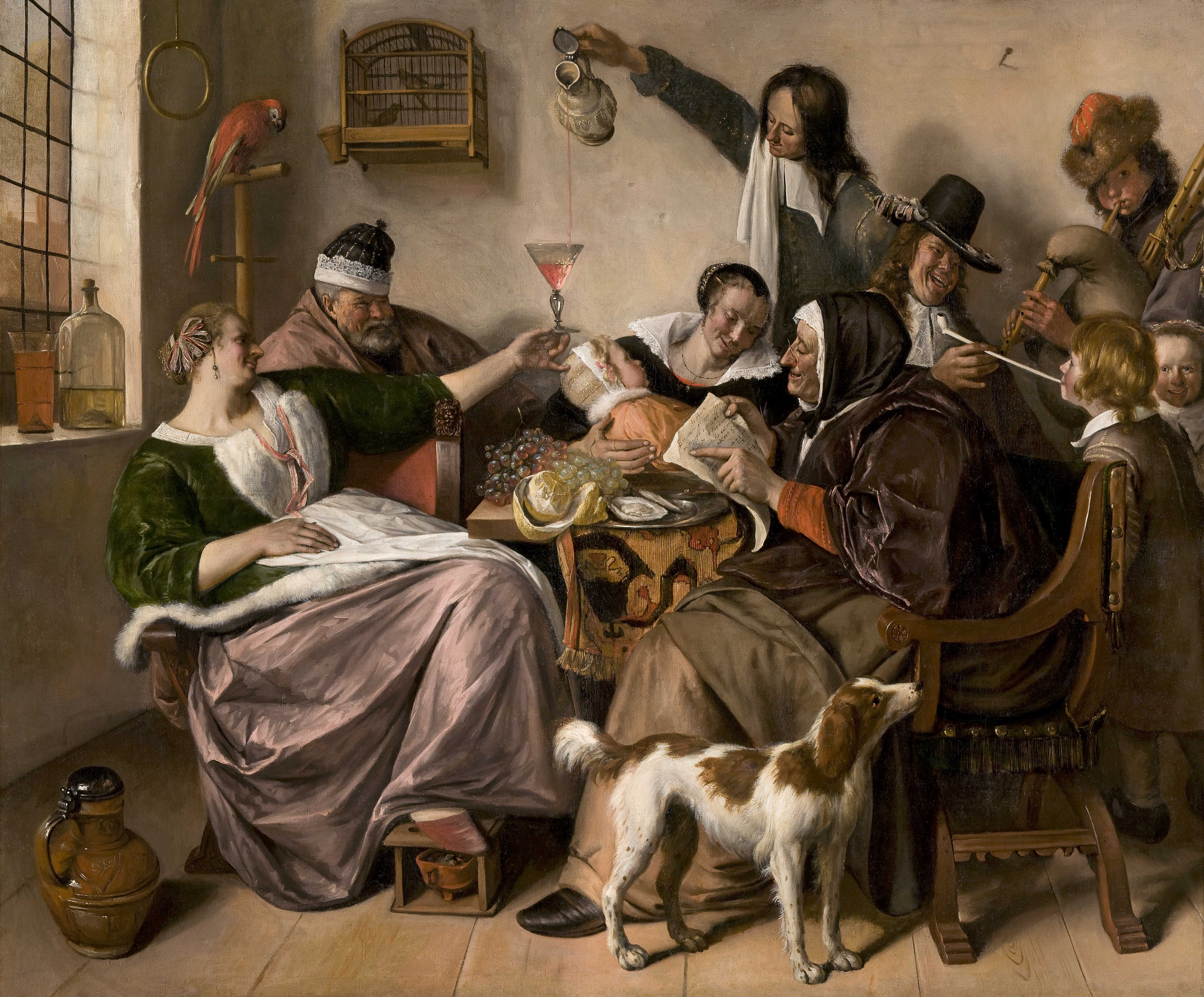
No final do século XVII, o instrumento ainda gozava de admiração entre as elites.

Uma das raras exceções a essa trajetória é a gaita das Highlands, a essa altura tratada pelo povo britânico como um instrumento de guerra e mantido entre os batalhões reais, preservando-se e desenvolvendo-se suas características e repertório. Também, graças ao Império Britânico é que a gaita das Highlands disseminou-se pelo globo, sendo difundida entre os povos outrora colonizados e dentre os quais até hoje se toca o instrumento.
A partir de inícios do século XX é que se retomou de forma relevante o gosto pelo instrumento. Muitos creditam ao Romantismo, uma retomada burguesa de ideais tradicionais, essa renovação do instrumento. Inicialmente a partir de iniciativas pontuais, como a oficialização de bandas e campeonatos entre os escoceses e encontros de músicos tradicionais na França. O sopro de revitalização aumentou ao longo das décadas, e cada vez mais povos perceberam a riqueza daqueles antigos instrumentos. Em meados dos anos 1970, alguns modelos centrais do instrumento – como a gaita galega, a irlandesa e a das Highlands – sofreram alterações morfológicas e de repertório que atendiam estéticas musicais modernas, dividindo opiniões sobre sua legitimidade. Novas gaitas, como a smallpipe escocesa, surgem a início dos anos 1980, ajudando a difundir ainda mais o gosto por esses instrumentos.
Hoje, as gaitas de foles de diferentes modelos alegram o público, seja por meio de performances tradicionais ou modernas, com a adição de novos arranjos. Infelizmente, porém, essa retomada deu-se de forma tardia a muitos modelos do instrumento, que chegaram hoje até nós apenas na forma de um ou dois modelos únicos quando muito, e com repertório tradicional limitado ou nenhum, visto a falta de registros duma tradição oral e a extinção dos músicos tradicionais. Foi o caso de modelos como a säckpipa sueca e da dudelsack germânica, ou da gaita transmontana, que estava em via de extinção.

### Tradição versus massificação
À medida que um determinado modelo de gaita de foles volta a se consolidar como instrumento popular, é comum a aparição de diferentes correntes que seguem ideologias opostas: os que preferem a cristalização do instrumento tal como rege sua tradição, e os que buscam experimentações modernas, a combinar diferentes instrumentos em diferentes composições rítmicas. Apesar das aparências, contudo, essas diferenças são complementares e a existência desses dois grupos necessária para o desenvolvimento do instrumento e sua maior aceitação por um público hoje muito diferente do que fora há alguns séculos.

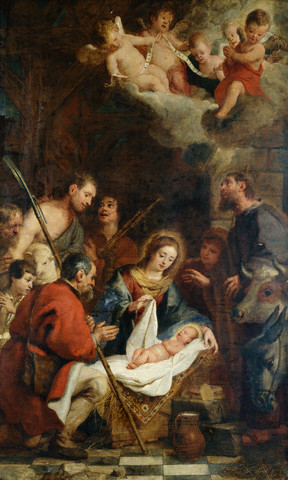
Típica cena da Natividade, em que um gaiteiro figura-se ao fundo.

### O mito celta
Dentre as hipóteses menos consideradas por historiadores sérios está o famoso mito celta. Para muitas pessoas, a gaita de foles estaria associada a povos descendentes dos celtas, os quais teriam criado e desenvolvido o instrumento. Muitas influências modernas contribuíram para essa crença, como o movimento New Age e a ignorância de outros modelos além da gaita das Highlands.
O facto é que as gaitas de foles se desenvolveram independentemente dos povos celtas, sem qualquer relação com eles. Para além das diversas torrentes migratórias ao longo dos séculos por diferentes povos, hoje questiona-se muito a real extensão desse povo.
Esse mito hoje serve sobretudo às indústrias culturais de massas, em especial à fonográfica e à cinematográfica.

### Gaita de foles e a religiosidade
Diferentes modelos de gaitas de foles estiveram intimamente ligados à religiosidade ao longo dos séculos. Registros medievais trazem-nos a associação desses a festividades, cultos, peregrinações e procissões. Isso se deve muito pelo fato de diversas comunidades pastoris apresentarem fortes crenças religiosas, meio em que as gaitas de foles eram mais populares. Ademais, igrejas europeias de diferentes períodos apresentam esculturas e pinturas de anjos a tocar gaitas de foles, em parte por iniciativa dos próprios artesãos e alvineiros - os quais em grande parte tinham contato com o instrumento.
Apesar disso, com a ascensão doutro aerofone – o órgão de tubos – e o vínculo arraigado das gaitas com festividades folclóricas e populares, vincularam-na cada vez mais a uma imagem pagã, sendo prescrita em diferentes momentos da história em diferentes localidades, especialmente por religiões cristãs.
A Reforma Protestante, de John Knox, é um exemplo de como a imagem do instrumento foi alterando-se com o tempo: tocar gaita de foles passou a ser um pecado na Escócia do século XVI.
Esse instrumento embora haja dúvidas em sua origem, já era citado em textos bíblicos, podemos observá-lo no livro do profeta Daniel, datado por volta do ano 600a.C. no cativeiro babilônico. O texto diz: «Tu, ó rei, baixaste um decreto pelo qual todo homem que ouvisse o som da trombeta, do pífaro, da harpa, da cítara, do saltério, da gaita de foles, e de toda sorte de música se prostraria e adoraria a imagem de ouro;» Daniel cap.3 v10.

### Instrumento percursor no Brasil

Carta de Pero Vaz de Caminha.

É possível que uma gaita de foles ibérica tenha sido um dos primeiros instrumentos musicais europeus com registro documentado a soar na América do Sul. Isso devido a uma passagem da carta escrita por Pero Vaz de Caminha quando a frota de Pedro Álvares Cabral aportou oficialmente em solo do Brasil pela primeira vez:

(...) Com isto se volveu Bartolomeu Dias ao Capitão. E viemo-nos às naus, a comer, tangendo trombetas e gaitas, sem os mais constranger. E eles tornaram-se a sentar na praia, e assim por então ficaram.

(...) E além do rio andavam muitos deles dançando e folgando, uns diante os outros, sem se tomarem pelas mãos. E faziam-no bem. Passou-se então para a outra banda do rio Diogo Dias, que fora almoxarife de Sacavém, o qual é homem gracioso e de prazer. E levou consigo um gaiteiro nosso com sua gaita. E meteu-se a dançar com eles, tomando-os pelas mãos; e eles folgavam e riam e andavam com ele muito bem ao som da gaita. Depois de dançarem fez ali muitas voltas ligeiras, andando no chão, e salto real, de que se eles espantavam e riam e folgavam muito. E conquanto com aquilo os segurou e afagou muito, tomavam logo uma esquiveza como de animais monteses, e foram-se para cima.

## Preocupações Médicas
Em 2014, médicos no Reino Unido  descobriram que um caso fatal de pneumonite de hipersensibilidade tinha sido  provávelmente provocado por fungos existentes dentro da bolsa, quente e húmida, da gaita de foles do músico.

"Os músicos precisam estar cientes de que há riscos de que os instrumentos possam ser colonizados com bolor e fungos e isso pode estar relacionado a doenças pulmonares graves e potencialmente fatais",afirmou  a Dra. Jenny King, primeira autora do estudo sobre o assunto. E avisou:  "A higiene dos instrumentos de sopro é muito importante para prevenir isso e (os músicos) devem ser rigorosos na limpeza regular de seus instrumentos."